# إلين كليمان
إلين كليمان (بالسويدية: Ellen Kleman) (1867- 1943) كاتبة سويدية  وصحيفة وناشطة في مجال حقوق المرأة . من عام 1907، كانت رئيسة تحرير مجلة داني، وهي مجلة تدعم الحركة النسائية.